# Torre de la Font Bona
La torre de la Font Bona es una torre fortificada del siglo XVI situada en Bañeres (provincia de Alicante, España). Alberga el Museo Arqueológico Municipal.

## La torre

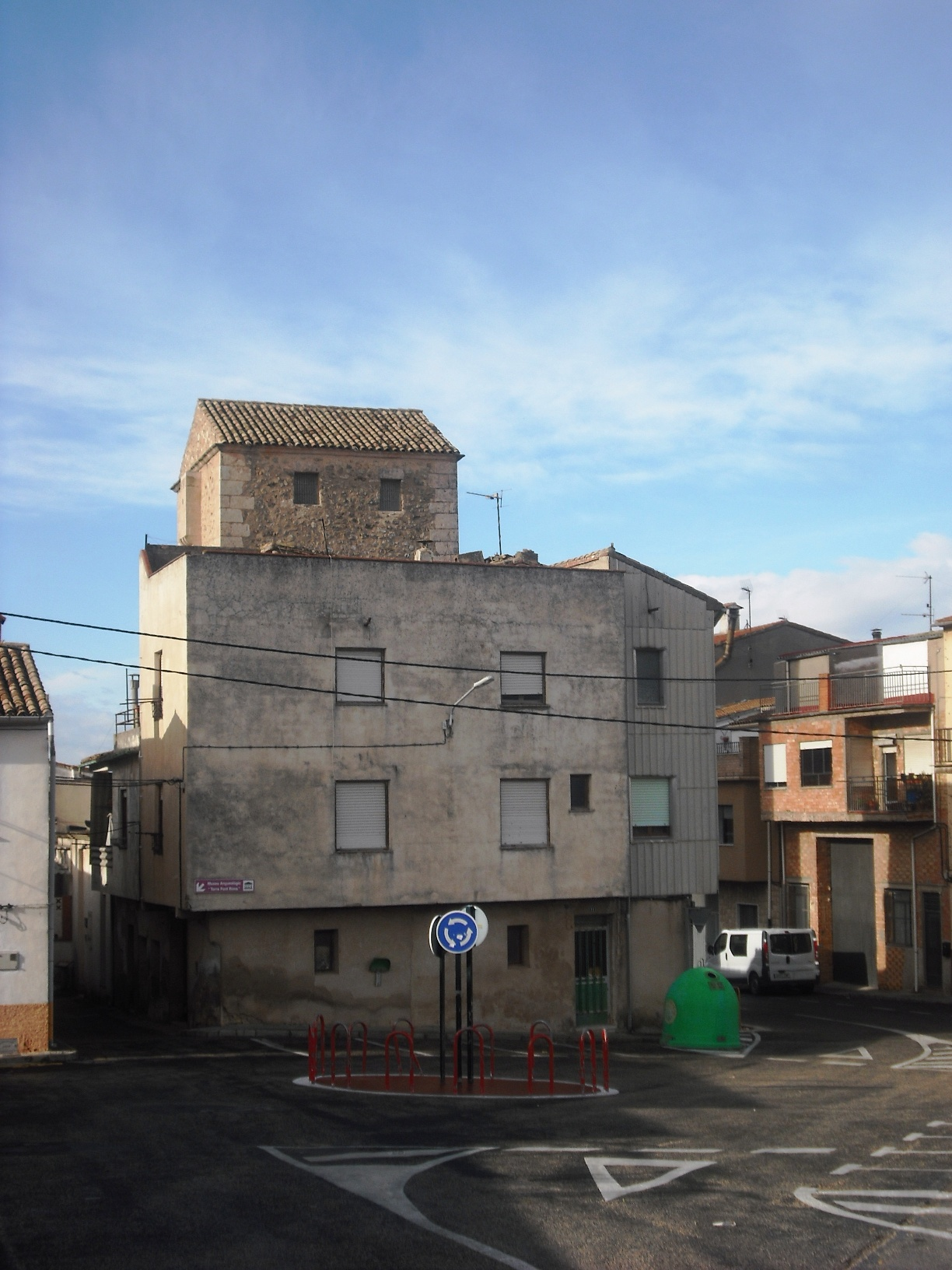
La torre, sobresaliendo entre edificios

Cuando se construyó, la torre estaba aislada y tenía la función de controlar las vías de comunicación. En la actualidad se encuentra anexa a otras viviendas.
El edificio, de planta cuadrada, tiene cuatro alturas y se construyó con muros de mampostería. En la actualidad se halla rematado por una cubierta de teja árabe a dos aguas.
El edificio vivió un largo periodo de restauración entre 1991 y 1997.
La torre está declarada  Bien de Interés Cultural con categoría de  Monumento.

## El Museo Arqueológico Municipal
El Museo Arqueológico Municipal (en valenciano Museu Arqueològic Municipal) se inauguró en 1991 en la Torre de la Font Bona, restaurada para este fin. Contiene los hallazgos realizados desde la década de 1960 en los numerosos yacimientos del municipio, como el Ull de Canals, el Assud de Benasaiz, la Serrella, la Font Bona o el Assagador de Sant Jordi, entre otros, gracias a la labor del Grupo Arqueológico Local.
El museo está distribuido en cuatro plantas:
- En la planta baja se expone información sobre la torre, su excavación y restauración, así como algunos de los materiales encontrados en la misma.
- La primera planta recoge los hallazgos de época prehistórica, entre los que destaca un cráneo trepanado hallado en Les Bagasses.[2]
- En la segunda planta se exponen los vestigios ibéricos, romanos, islámicos y cristianos, entre los que destacan los objetos de uso cotidiano hallados en el yacimiento andalusí de Serrella.[5]
- La tercera planta acoge exposiciones temporales e información sobre los diversos yacimientos del municipio, así como sobre el matacán de la torre.[5]